# Bogdan Bujak
Bogdan Tadeusz Bujak (ur. 14 lipca 1954 w Piotrkowie Trybunalskim) – polski polityk, poseł na Sejm II, III i IV kadencji.

## Życiorys
W 1982 ukończył studia na Wydziale Mechanicznym Politechniki Łódzkiej. Pracował jako planista i mechanik, potem prowadził własną działalność gospodarczą.
Od 1976 do rozwiązania należał do Polskiej Zjednoczonej Partii Robotniczej. Od 1978 do 1980 był instruktorem w Komitecie Wojewódzkim PZPR. W 1993 i 1997 uzyskiwał mandat poselski. Po raz trzeci został wybrany w 2001 z ramienia Sojuszu Lewicy Demokratycznej w okręgu piotrkowskim liczbą 9164 głosów. W IV kadencji był członkiem komisji śledczej w sprawie PKN Orlen. W 2005 bezskutecznie ubiegał się o reelekcję.
Po odejściu z parlamentu podjął pracę w prywatnych spółkach. Bez powodzenia kandydował w 2007 i 2011 do Senatu oraz w 2014 do rady Piotrkowa Trybunalskiego.